# Baas arabe
Le Baas arabe (arabe : البعث العربي), également connu sous le nom de parti Baas arabe, était un parti politique nationaliste arabe fondé en Syrie par Zaki al-Arsouzi en 1940.
Arsouzi était auparavant membre de la Ligue d'action nationaliste, mais l'a quitté en 1939 après la mort de son chef populaire et la chute du parti. Il a fondé l'éphémère Parti national arabe en 1939 et l'a dissous plus tard cette année-là. Il a formé le Baas arabe en 1940 et ses opinions ont influencé Michel Aflak qui, aux côtés de son partenaire junior Salah Eddine Bitar, a fondé le mouvement arabe Ihya en 1940 qui s'est ensuite rebaptisé Mouvement Baas arabe en 1943. Bien qu'Aflak ait été influencé par lui, Arsouzi n'a pas initialement coopéré avec le mouvement d'Aflak. Arsouzi soupçonnait que l'existence du mouvement arabe Ihya, qui s'intitulait parfois « Baas arabe » en 1941, faisait partie d'un complot impérialiste visant à empêcher son influence sur les Arabes en créant un mouvement du même nom.
Un conflit important entre les mouvements d'Arsouzi et d'Aflak s'est produit lorsqu'ils se sont affrontés sur la question du coup d'État de 1941 de Rachid Ali al-Gilani et de la guerre anglo-irakienne qui a suivi. Le mouvement d'Aflak a soutenu le gouvernement d'al-Gilani et la guerre du gouvernement irakien contre les Britanniques, et a organisé des volontaires pour aller en Irak et combattre pour le gouvernement irakien. Cependant, Arsouzi s'est opposé au gouvernement d'al-Gilani, considérant le coup d'État comme mal planifié et comme un échec. À ce stade, le parti d'Arsouzi a perdu des membres et un soutien qui ont été transférés au mouvement d'Aflak.
Par la suite, l'influence directe d'Arsouzi dans la politique arabe s'est effondrée après que les autorités françaises de Vichy l'ont expulsé de Syrie en 1941. La prochaine action politique majeure d'Aflak fut son soutien à la guerre d'indépendance du Liban contre la France en 1943. Les deux mouvements finirent par fusionné en 1947 sans la participation d'Arsouzi.